# Filološka fakulteta v Moskvi
Filološka fakulteta v Moskvi (rusko Филологический факультет МГУ) je javna fakulteta, ki ponuja študij filologije in deluje v sklopu Moskovske državne univerze.